# Agrypnus cinerascens
Agrypnus cinerascens is een keversoort uit de familie van de kniptorren (Elateridae). De wetenschappelijke naam van de soort werd voor het eerst geldig gepubliceerd in 1879 door Ernest Candèze.